# Tephritopyrgota gowdeyi
Tephritopyrgota gowdeyi är en tvåvingeart som beskrevs av Malloch 1929. Tephritopyrgota gowdeyi ingår i släktet Tephritopyrgota och familjen Pyrgotidae.
Artens utbredningsområde är Uganda. Inga underarter finns listade i Catalogue of Life.